# Ola Wiklund
Ola Wiklund, född 1962 i Sandviken, är en svensk advokat. Han disputerade 1997 på avhandlingen EG-domstolens tolkningsutrymme. Han utnämndes till docent vid Stockholms universitet samma år. Han tjänstgjorde på EG-domstolen i Luxemburg under åren 1996-1997 och var under 1998 gästprofessor vid Europeiska universitetsinstitutet i Florens. År 2018 grundade han "Wiklund", (Wiklaw.eu), som huvudsakligen sysslar med rådgivning till internationella spelföretag.
År 2004 blev han medlem i Sveriges advokatsamfund och inträdde år 2004 som delägare vid Wistrand Advokatbyrå. År 2010 lämnade han Wistrand för att bli delägare vid Gernandt & Danielsson advokatbyrå. Tre år senare lämnade han Gernandt & Danielsson för att grunda Hansen Advokatbyrå.